# Rok Kunaver
Rok Kunaver, slovenski igralec, * 21. maj 1980, Ljubljana.
Rok Kunaver je po končani gimnaziji Antona Aškerca v Ljubljani opravil služenje vojaškega roka v 12. gardnem bataljonu Slovenske vojske - častna četa, potem pa se je vpisal na študij slovenskega jezika in zgodovine na Filozofsko Fakulteto v Ljubljani. Že od leta 1996 je kot ustanovni član ŠILE (šolske impro lige), tudi ZŠGja (združenega Šila gledališča), kasneje tudi udejstvovanja v Impro ligi nastopal po vsej Sloveniji, zato je študijski program leta 2003 zamenjal za program Dramska igra in umetniška beseda na Akademiji za gledališče, radio, film in televizijo v Ljubljani. Program je izpolnjeval pod mentorstvom Dušana Mlakarja, Kristjana Mucka in Branka Šturbeja. Študij je zaključil z diplomo Jaz-On Od mene do Lika leta 2010. Po končanem študiju je leta 2007 pridobil status samozaposlenega v kulturi, ki ga je zamrznil zaradi redne zaposlitve v Lutkovnem gledališču Ljubljana leta 2013, kjer še danes deluje kot stalni član ansambla.
Že med študijem igre je nastopal v več filmih, najodmevnejši med njimi Ljubljana je ljubljena v režiji Matjaža Klopčiča. Nastopal je tudi v predstavah večinoma v ljubljanski Drami in neodvisnem gledališču GLEJ. Igral je tudi v nagrajeni predstavi na Salzburger festspiele, Alamut v režiji Sebastjana Horvata in v predstavi Katica iz Heilbrona ali igra z ognjem v režiji Francois Michela Pesentija, ki je bila velika zmagovalka na Borštnikovem srečanju leta 2008.
Znan je po vlogi Saša v seriji Svingerji (2008) ter vlogi francoskega vinarja Andréja Simonéa v slovenski TV-seriji Usodno vino. V seriji je igral med letoma 2015 in 2017. Plesno se je uveljavil v 2. sezoni Zvezde plešejo. Prav tako je svoj glas posodil več kot 100 likom v animiranih filmih Avioni (Praško), Brata Kratt (Cris Kratt), Madagaskar (Stefano), Vaiana (Maui) in veliko drugih…
Igralec je v intimni zvezi z nekdanjo vrhunsko športno plezalko in sotekmovalko plesnega šova Zvezde plešejo, Natalijo Gros.

## Vloge
Vloge v gledališču

### 2010–2018
- 2016 ; TAJNO DRUŠTVO PGC, r. Marko Bulc, Lutkovno gledališče Ljubljana
- 2016 ; MALE KRALJICE, r. Jaša Koceli, Lutkovno gledališče Ljubljana
- 2015 Polž; Jana Bauer GROZNOVILCA, r. Matjaž Farič, Lutkovno gledališče Ljubljana
- 2015 ; Lotte Faarup NEKOČ, KO NAS NI BILO VEČ, r. Anja Suša, Lutkovno gledališče Ljubljana
- 2015 Volk, Vila; Roald Dahl ODVRATNE RIME, r. Vinko Möderndorfer, Lutkovno gledališče Ljubljana
- 2014 ; Sebastijan Horvat, Andreja Kopač, Matjaž Latin, Aljoša Ternovšek IGRA O ANTIKRISTU, Lutkovno gledališče Ljubljana, Cankarjev dom, Zunajinstitucionalni projekti
- 2014 Gustav, Fant v Neustadtu, Gospa 2 v Berlinu; Erich Kästner EMIL IN DETEKTIVI, r. Ajda Valcl, Lutkovno gledališče Ljubljana
- 2014 Princ; Simona Semenič PEPELKA, r. Ivana Djilas, Lutkovno gledališče Ljubljana
- 2013 ; LEPOTICA IN ZVER, r. Blaž Završnik, Gledališče GLEJ
- 2013 Kobra; PAZI, PIKA, r. Tijana Zinajić, Lutkovno gledališče Ljubljana, Gledališče Koper
- 2013 ; JANEZOV PASIJON, r. Marko Bratuš, Gledališče GLEJ
- 2013 ; Franz Pozzi, Milan Klemenčič SOVJI GRAD, r. Matjaž Loboda, Lutkovno gledališče Ljubljana
- 2012 Mačkon De Fyodore; Igor Bojović OBUTI MAČKON, r. Dušan Jovanović,Lutkovno gledališče Ljubljana
- 2012 ; SLOVESNO ODPRTJE FESTIVALA S KRATKIM PREDAVANJEM O PREDNOSTIH SLOVENSKE KULTURE, r. Jure Novak, Slovensko mladinsko gledališče, Gledališče GLEJ
- 2012 ; Jean M. Cocteau TRISTAN IN IZOLDA, r. Zoltán Balázs, Mini teater Ljubljana
- 2011 ; Andrej Jaka Vojevec KOZMOGONIJA, r. Andrej Jaka Vojevec, Plesni teater Ljubljana
- 2011 ; MISTERIO BUFO, r. Marko Bratuš, Gledališče GLEJ
- 2011 Ben; Harold Pinter MUTASTI NATAKAR, r. Jernej Kobal, Mestno gledališče Ptuj
- 2010 ; V IMENU LJUDSTVA, r. Jure Novak, Gledališče GLEJ
- 2010 Lucio; Ivor Martinić DRAMA O MIRJANI IN TISTIH OKROG NJE, r. Dušan Jovanović, Mestno gledališče ljubljansko

### 2000–2009
- 2009 Alonzo de Piracquo, Franciscus; Thomas Middleton, William RowleyPREMENJAVE, r. Lindy Davies, SNG Drama Ljubljana
- 2009 Dohtar; BURKA O JEZIČNEM DOHTARJU, r. Luka Martin Škof, Lutkovno gledališče Jože Pengov
- 2008 Krotilec; Thomas Bernhard MOČ NAVADE, r. Janusz Kica, SNG Drama Ljubljana
- 2008 Drugi služabnik, Dvorjan; William Shakespeare KRALJ LEAR, r. Mile Korun,SNG Drama Ljubljana
- 2008 Rivera, Indijanec; Andrej Hieng OSVAJALEC, r. Dušan Jovanović, SNG Drama Ljubljana
- 2007 Gottfried Friedeborn, Vitez Wetzlaf, Sodnik, Drugi; Heinrich von Kleist KATICA IZ HEILBRONNA ALI PREIZKUS Z OGNJEM, r. François Michel Pesenti, SNG Drama Ljubljana
- 2007 Pastir 1, Gospodar, Koza, Cesar, Vila; Dušan Čater OPERACIJA IR1 ALI PETER KLEPEC, r. Helena Šobar Zajc, Lutkovno gledališče Jože Pengov
- 2007 Jazon; Dane Zajc MEDEJA, r. Andrej Jaka Vojevec, Akademija za gledališče,radio, film in televizijo

## Serije
- Svingerji (2008)
- Usodno vino − André Simoné, francoski vinar (2015, 2016, 2017)
- Najini mostovi - Robert Furlan, podjetnik (2020-)
- Naša mala klinika - pacient (6. sezona 2. del, stranska vloga)

## Posodil glas
- Avioni (Praško)
- Vaiana (Maui)
- Divja Brata Kratt (Cris Kratt)
- Madagaskar 3 (Stefano)
- Ledeno kraljestvo (kralj)
- Vohuni pod krinko (Lance)
- Skrivno življenje hišnih ljubljenčkov (Sergei)

## Resničnostni šovi
- Zvezde plešejo (2018)